# ماشيتي (فلم)
ماشيتي (بالإنجليزية: Machete)، فيلم إثارة أمريكي، من إخراج روبرت رودريغز إنتاج شركة ترابول مايكر سنة 2010م، بطولة الممثل الأمريكي من أصول مكسيكية داني تريجو، ليندزي لوهان، روبرت دي نيرو، قصة الفيلم تدور حول ماشيتي كورتز (داني تريجو) ينتقم لموت زوجته بعد أن قتلها تاجر مخدرات.

## طاقم التمثيل
- داني تريجو في دور شرطي سابق بالمكسيك يدعى ماشيتي كورتيز، وهو بطل الفيلم.
- روبرت دي نيرو في دور السيانتور جون، المرشح الوحيد لرفض سياسة الهجرة غير الشرعية إلى الولايات المتحدة، والمحرض على مايسمى بخطر الوجود المكسيكي بالأراضي الأمريكية.
- جيسيكا ألبا في دور سارتانا ريفيرا، شرطية لمكافحة الهجرة غير الشرعية.
- ميشيل رودريغز في دور لاز/شي، وهي مقاتلة تحمل السلاح، فقدت عينها أمام أتباع السيناتور جون.
- ليندزي لوهان في دور أبريل، ابنة مايكل بوث.
- جيف فاهي في دور مايكل بوث، عميل للسناتور جون لتصفية مانشيتي جسديا.
- تشيك مارين في دور بادر، شقيق البطل مانيشيتي، وهو قسيس بالكنيسة.
- ستيفن سيغال في دور روجيليو توريز، وهو زعيم عصابة المخدرات، وقاتل زوجة مانشيتي.
- دون جونسون في دور فون جاكسون، وهو قاتل محترف يرتدي زي الشرطة بولاية تكساس، يقوم بتصفية جسدية بحق المهاجرين المكسيكيين غير الشرعيين.

## وصلات خارجية
- الموقع الرسمي
- مقالات تستعمل روابط فنية بلا صلة مع ويكي بيانات